# HMS Saumarez (G12)
«Саумарез» (англ. HMS Saumarez (G12) — військовий корабель, лідер ескадрених міноносців типу «S» Королівського військово-морського флоту Великої Британії часів Другої світової війни.
Ескадрений міноносець «Саумарез» закладений 8 вересня 1941 року на верфі компанії Hawthorn Leslie and Company у Геббурні. 20 листопада 1942 року він був спущений на воду, а 1 липня 1943 року увійшов до складу Королівських ВМС Великої Британії. Есмінець брав участь у бойових діях на морі в Другій світовій війні, бився у Північній Атлантиці, біля берегів Франції, Англії та Норвегії, та на Тихому океані біля берегів Голландської Ост-Індії й Бірми, супроводжував арктичні конвої. За проявлену мужність та стійкість у боях бойовий корабель заохочений п'ятьма бойовими відзнаками.

## Бойовий шлях

### 1943
Після успішного проходження випробувань та введення до строю, корабель зарахували до складу 3-ї флотилії есмінців Домашнього флоту, а згодом перевели до 23-ї флотилії, що виконувала завдання зі супроводу арктичних конвоїв. 23 жовтня «Саумарез» вийшов у свій перший бойовий похід з Сейдісфіордюра в Ісландії до берегів Росії, супроводжуючи з радянськими п'ятьма тральщиками та шістьма торпедними катерами 13 транспортних суден до Кольської затоки.
1 листопада 1943 року есмінець входив до складу сил ескорту, що супроводжували конвой RA 54A, який повертався з Радянського Союзу.

#### Бій біля Нордкапа
20 грудня 1943 року з бухти Лох-Ю в Шотландії вийшов черговий арктичний конвой JW 55B з 19 транспортних та вантажних суден. До складу сил супроводу під командуванням віце-адмірала Б. Фрезера входили: лінкор «Герцог Йоркський», крейсери «Белфаст», «Норфолк», «Шеффілд», «Ямайка» і чотири есмінці «Саумарез», «Савідж», «Скорпіон» і норвезький «Сторд».
26 грудня 1943 року о 8:40 в умовах повної полярної ночі кораблі союзників вступили в бій з німецьким ударним угрупованням флоту, яке очолював лінійний корабель ВМС Третього Рейху «Шарнгорст».
В ході морського бою, який точився протягом дня, британські кораблі завдали серйозних пошкоджень лінкору «Шарнгорст», який приблизно о 18:45 внаслідок отриманих ушкоджень від вогню противника затонув.

### 1944
1 січня 1944 року на зворотному шляху есмінець спочатку увійшов у підпорядкування командувача конвою RA 55A, який йшов назад додому, однак незабаром повернувся до Лох-Ів.
Наприкінці лютого «Саумарез» у черговий раз супроводжував до Кольської затоки арктичний конвой JW 57. У ході переходу німецький підводний човен U-990 атакував і затопив британський есмінець «Махратта».
У березні есмінець залучався до супроводження чергового арктичного конвою JW 58 з 47 транспортних та вантажних суден.
З 17 до 23 вересня 1944 року есмінець входив до складу ескорту конвою JW 60 до Мурманська та зворотний конвой RA 60.

### 1945
10 травня 1945 року есмінець у складі оперативної групи флоту брав участь у битві в Малаккській протоці, коли об'єднаний флот союзників намагався зірвати проходження загону японських бойових кораблів крізь протоку з Сінгапуру до Андаманських островів. Результатом бою стало затоплення есмінцями 26-ї флотилії японського важкого крейсера «Хагуро».
З травня до серпня 1945 року здійснював супроводження конвоїв, патрулювання прибережних вод і ескорт бойових кораблів союзних флотів.